# Produkt (matematik)
Produkt är resultatet av multiplikation för olika matematiska objekt.

## Produkt av tal

### Resultat av en multiplikation
Resultatet av en multiplikation kallas produkt. I uttrycket
{\displaystyle a\cdot b=c}
kallas a och b faktorer medan c kallas produkt.

### Produkttecken
Om ett större antal faktorer ska multipliceras ihop, kan produkten ibland skrivas förkortat.
{\displaystyle \prod _{k=a}^{b}f(k)}
betyder produkten av alla faktorer f(k) där k varierar från a till b. Tecknet ∏ är den grekiska bokstaven pi och kallas här produkttecken. Produktnotationen är särskilt användbar beträffande produkter med oändligt eller okänt antal faktorer.
Som exempel kan produkten
{\displaystyle 1\cdot 2\cdot 3\cdot 4\cdot ...\cdot n},
det vill säga n-fakultet, skrivas
{\displaystyle n!=\prod _{x=1}^{n}x}.

## Produkt av vektorer
Vektorer kan multipliceras till skalärprodukter och vektorprodukter (till exempel en kryssprodukt). Inom funktionalanalysen kan ett funktionsrum definiera en inre produkt och en yttre produkt.

## Cartesisk produkt
Produkten (även kallad den cartesiska produkten) av två mängder {\displaystyle A} och {\displaystyle B} är mängden av alla ordnade par ({\displaystyle a}, {\displaystyle b}) vars första element {\displaystyle a} finns i {\displaystyle A} och vars andra element {\displaystyle b} finns i {\displaystyle B}. Produkten av {\displaystyle A} och {\displaystyle B} skrivs {\displaystyle A\times B}, så definitionen kan sammanfattas {\displaystyle A\times B=\{(a,b):a\in A\land b\in B\}}.
Man kan också bilda cartesiska produkter av ett större antal mängder. Produkten A × B × C av de tre mängderna A, B och C består av alla trippler (a,b,c), där a ∈ A, b ∈ B och c ∈ C. Allmänt gäller att om (Mi)i∈I är en familj av mängder över en indexmängd av godtycklig storlek, så definieras den cartesiska produkten av denna familj genom
{\displaystyle \prod _{i\in I}M_{i}=\{(x_{i})_{i\in I}:x_{i}\in M_{i}{\hbox{ för }}i\in I\}}.
När indexmängden består av de n första positiva heltalen, alltså I = { 1, 2, ..., n}, så skrivs produkten hellre som
{\displaystyle \prod _{i=1}^{n}M_{i}=M_{1}\times \ldots \times M_{n}=\{(x_{1},\ldots ,x_{n}):x_{i}\in M_{i}{\hbox{ för }}i=1,\ldots ,n\}}.
Formellt sett torde till exempel A × B × C, (A × B) × C och A × (B × C) vara olika mängder, eftersom oftast (a,b,c), ((a,b),c) och (a,(b,c)) definieras på ett sådant sätt att de är olika. I praktiken behandlar man dock i allmänhet dessa som samma mängd genom att man identifierar trippeln och de två "blandade" paren.
Produkten A × A kan också skrivas A2, A × A × A skrivs också A3, och så vidare. En vanlig tillämpning är beteckningen för reella talplanet, {\displaystyle \mathbb {R} ^{2}} eller R2.
Exempel:
- {a, b, c} × {d, e} = {(a, d), (a, e), (b, d), (b, e), (c, d), (c, e)}